# Рязанов, Иван Аникиевич
Иван Аникиевич Рязанов (1831, Екатеринбург, Пермская губерния — 18 [30] апреля 1876, Екатеринбург, Пермская губерния) — екатеринбургский городской голова, потомок купеческой династии Рязановых.

## Биография
Родился в 1831 году в семье екатеринбургского предпринимателя Аникия Терентьевича Рязанова. Родившись в довольно влиятельной семье, Иван Рязанов провел безбедные детство и юность. Являлся почетным гражданином Екатеринбурга.
С самого детства Иван Аникиевич Рязанов учился золотопромышленному делу и коммерческому ремеслу, но стать самостоятельным предпринимателем не сумел, так как правление находилось в руках сначала его отца, а после смерти Аникия Терентьевича, в руках матери: Иван Аникиевич лишь исполнял деловые поручения.
С середины 1860-х годов Рязанов начинает выходить из-под родительского надзора, чему поспособствовала женитьба на Елизавете Петровне Китаевой — купеческой дочери. Свадьба состоялась 3 октября 1865 года.
Иван Аникиевич начинает интересоваться общественной деятельностью и уже в 1866 году избирается заместителем городского головы и директором попечительного общества о тюрьмах. В 1867 году он занимает пост городского головы, но ничего примечательного за весь срок его правления выделить нельзя.
Уйдя с поста в 1869 году Иван Рязанов стал гласным городской думы в 1872 году, приняв участие в выборах, ставших возможными в соответствии с новым Городовым положением. Из-за прогрессирующей болезни Иван Аникиевич не смог проявить себя и на этом посту.
Был болен раком и скончался 18 апреля 1876 года. Был отпет 20 апреля в Свято-Троицкой церкви, похоронен на единоверческом кладбище.

## Благотворительность
Иван Аникиевич был известен как почетный член горного попечительства о детских приютах. Обязанности почетного члена заключались, среди прочего, и во внесении ежегодного взноса в размере 100 рублей, что Иван Аникиевич делал вплоть до 1875 года.

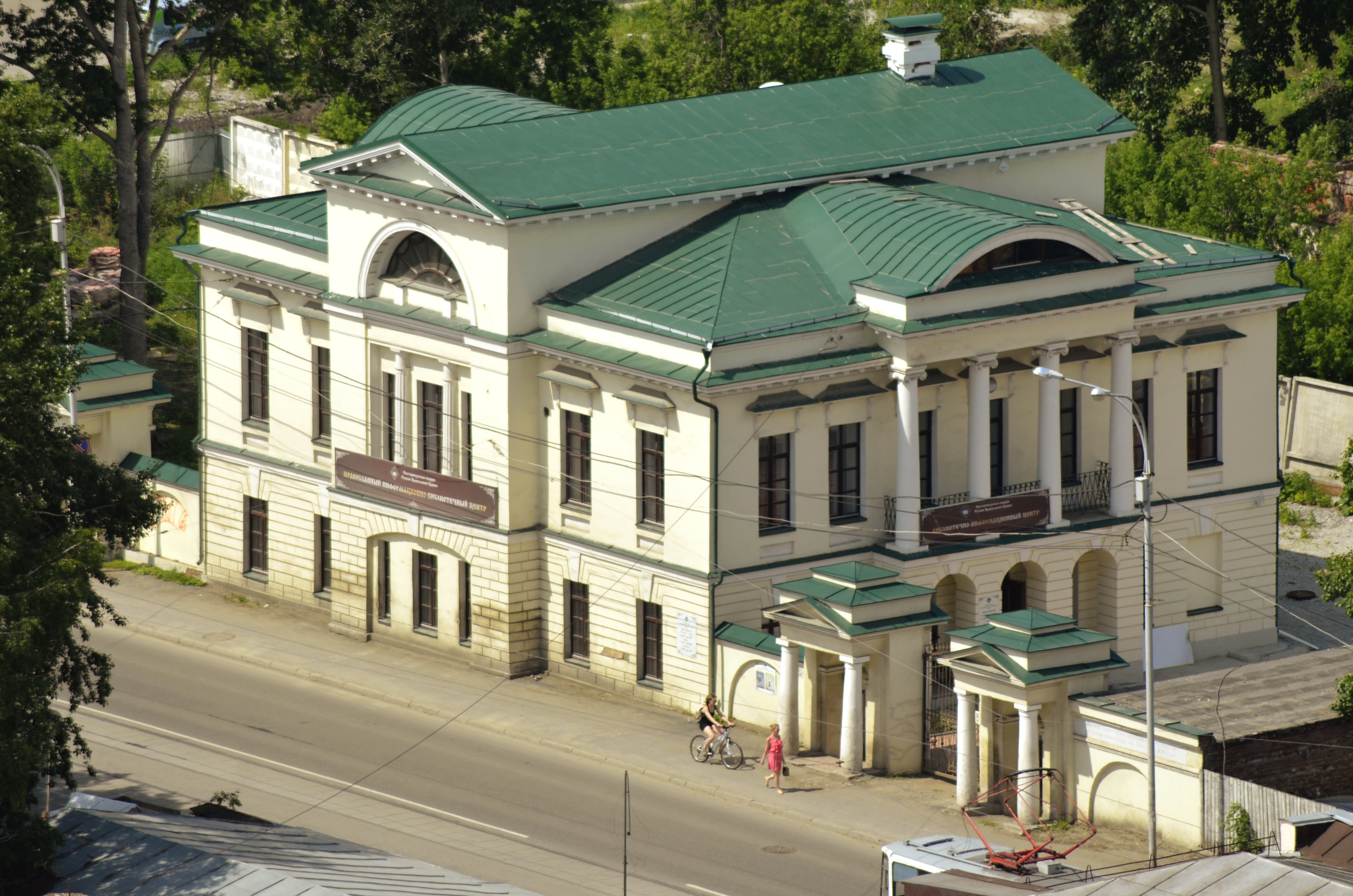
Малая усадьба Рязановых

## Усадьба
В конце 1860-х годов Рязанов приобрел дом. который с тех пор называется Малой усадьбой Рязановых.